# Kazuyoshi Ishii
Kazuyoshi Ishii (石井 和義?, Ishii Kazuyoshi; Uwajima, 10 giugno 1953) è un karateka e maestro di karate giapponese, fondatore dello stile di karate Seidokaikan e del circuito di combattimento K-1, una competizione di arti marziali internazionale che combina Muay Thai, karate, sanshou, taekwondo, kenpō, boxe e kickboxing. Il suo allenamento cominciò con il Kyokushinkai, ma formò una sua organizzazione nel 1980, promuovendo le competizioni di karate.

## Biografia
Ishii nasce ad Uwajima, nella prefettura giapponese di Ehime.
Interessato al sumo e al baseball, alle scuole medie si interessò allo stile Shotokan grazie a un libro di Masatoshi Nakayama, ma un film di Sonny Chiba lo spinse ad avvicinarsi al Kyokushinkai.
Il suo allenamento da karateka cominciò con Hideyuki Ashihara e, all'età di 16 anni, istituì un dojo locale di Kyokushinkai con la supervisione del suo istruttore. Sei anni dopo, nel 1975, aprì un dojo a Osaka.
Nel 1980 fondò poi una sua propria organizzazione, la Seidokaikan Karate, nella regione del Kansai. Nel 1983, Ishii diventò il primo presidente della nuova All Japan Budo Promotion Association e la reputazione del Seidokaikan crebbe grazie alle vittorie nei tornei di karate riportate da alcuni suoi allievi, quali Masaaki Satake, Toshiyuki Yanagisawa e Toshiyuki Atokawa.
Dopo un decennio di sviluppo, Ishii organizzò il torneo inaugurale del K-1 alla Yoyogi Hall di Tokyo nell'aprile 1993.
Nei dieci anni successivi, la competizione del K-1 si espanse a 24 eventi annuali in Giappone, Europa e Nord America. Nel gennaio 2003, la rivista Black Belt nominò Ishii Uomo dell'anno 2002. Insieme a Andy Hug, Ishii sostenne la produzione di Street Fighter II: The Animated Movie creando scene di lotta con tecniche di combattimento realmente esistenti.